# Klaus-Peter Murawski
Klaus-Peter Murawski (* 17. Mai 1950 in Erfurt) ist ein ehemaliger deutscher Politiker (Grüne). Von Mai 2011 bis August 2018 war er Chef der Staatskanzlei und von Mai 2016 bis August 2018 zudem Staatsminister im Staatsministerium Baden-Württemberg

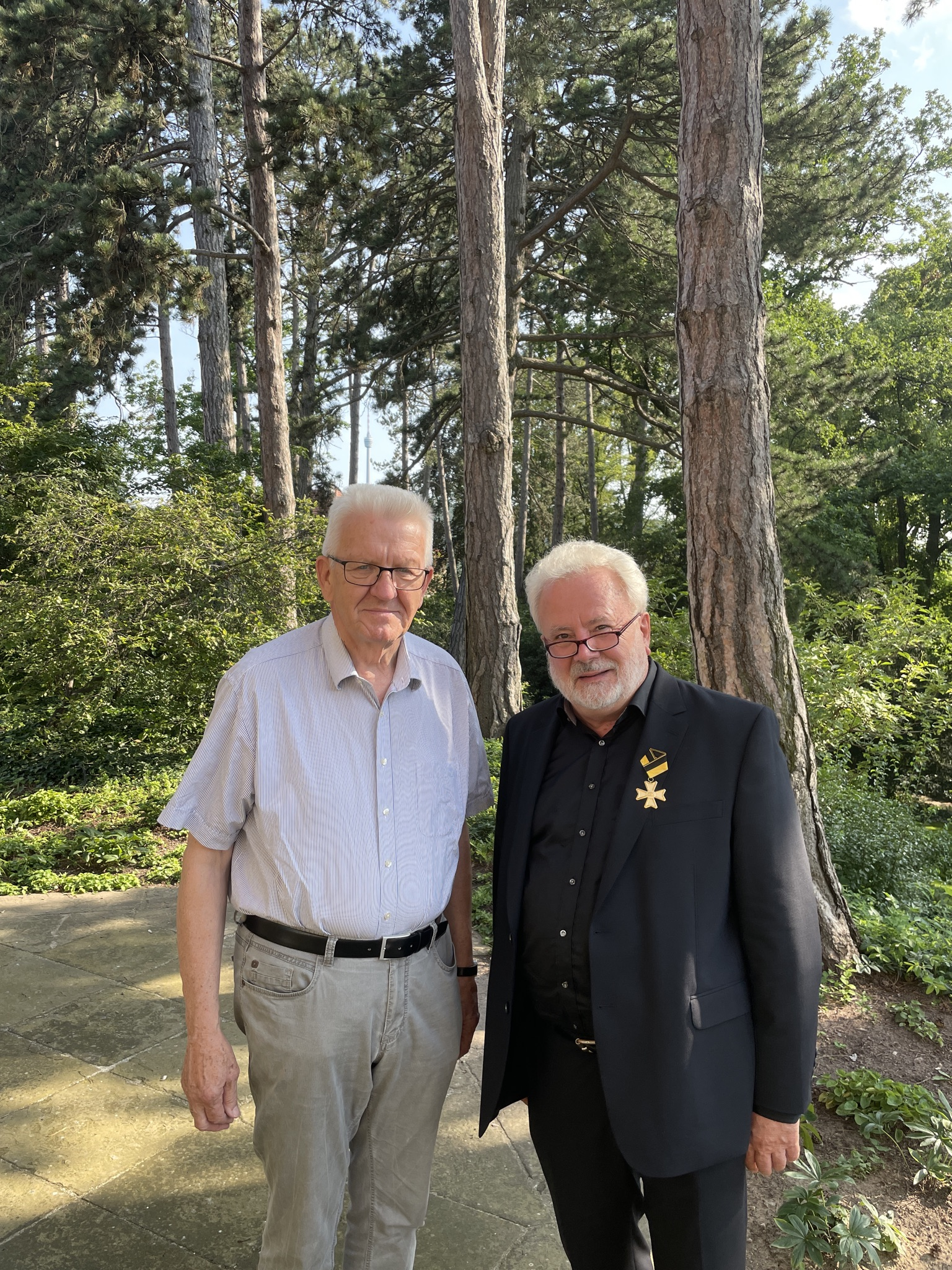
Klaus-Peter Murawski (rechts) und Winfried Kretschmann, 2021

## Leben
Murawski wurde in Erfurt in der DDR geboren, seine Eltern flohen 1960 mit dem damals Zehnjährigen in die Bundesrepublik. Nach dem Abitur am Neuen Gymnasium Nürnberg studierte er Politologie, Soziologie, Germanistik, Geschichte und Rechtswissenschaften an der Universität Erlangen-Nürnberg. Seine Berufstätigkeit begann er als Kaufmann im Unternehmen der Familie und engagierte sich ab 1969 in der FDP und bei den Jungdemokraten, deren stellvertretender Bundesvorsitzender er 1973 und bayerischer Landesvorsitzender 1974 war. 1978 wurde er in den Nürnberger Stadtrat gewählt. Dort war er bis 1981 Fraktionsvorsitzender der FDP, wechselte dann zu den Grünen und übernahm hier ab 1984 erneut die Funktion des Fraktionsvorsitzenden. Bei der Kommunalwahl in Nürnberg 1990 kandidierte er als Oberbürgermeisterkandidat und erreichte 2,8 % der Stimmen. 1992 wurde Murawski zu einem der Bürgermeister der Stadt Nürnberg gewählt und übernahm in der Stadtführung den Zuständigkeitsbereich Gesundheitswesen und Veterinärwesen und die Leitung des Klinikums Nürnberg.
1996 wechselte Murawski nach Stuttgart und übernahm hier als einziger Grüner von sieben Bürgermeistern unter dem CDU-Oberbürgermeister Wolfgang Schuster die Zuständigkeit für die Bereiche Allgemeine Verwaltung und Krankenhäuser. Er war außerdem ehrenamtlicher Geschäftsführer des Klinikums Stuttgart von 2001 bis 2003.
In seiner Amtszeit als Stuttgarter Bürgermeister bereitete er die Landeshauptstadt als Beauftragter für den Jahrtausendwechsel 1999/2000 auf die digitale Anpassung in der gesamten Stadtverwaltung vor. Er war auch Demographiebeauftragter der Stadt und entwickelte eine Strategie für die Veränderungen der Stadtverwaltung vor dem Hintergrund geburtenarmer Jahrgänge und wachsender Überalterung. Er setzte sich für den Erhalt aller Bezirksrathäuser ein und führte eine alle Ämter umfassende Verwaltungsreform auf Basis von Mitarbeiterbeteiligung und ein neues Gesamtsteuerungssystem durch.
Viele Jahre vertrat er den Kommunalen Arbeitgeberverband bei den Tarifverhandlungen auf Bundesebene, dort war sein größter Erfolg die Einführung einer Leistungsprämie. Schon 2005 legte er eine Planung für drohende Pandemien vor und bildete hierfür große Vorräte z. B. an Schutzmasken. Deshalb wurde er von der Stuttgarter Zeitung 2006 zum Stuttgarter des Jahres ausgerufen. Murawski reduzierte die städtischen Krankenhausstandorte von sechs auf zwei, fasste diese zum Klinikum Stuttgart in der Rechtsform des Eigenbetriebs zusammen und schuf eine Gesamtplanung für die bauliche Erneuerung des Klinikums. Als erster Meilenstein wurde der Neubau des Olgahospitals und der Frauenklinik am Standort Mitte verwirklicht.
Seit Mai 2011 war er Chef der Staatskanzlei, zunächst als Staatssekretär und seit Mai 2016 als Staatsminister des Staatsministerium Baden-Württemberg.
Er war auch Mitglied des ersten Parteirats der Bundespartei von Bündnis 90/Die Grünen 1999 und Gründer und Bundesvorsitzender des Verbands bündnisgrüner kommunaler Wahlbeamtinnen und Wahlbeamten Deutschlands (GrünKom) bis 2011.
Er veröffentlichte unter anderem zusammen mit Rainer Schiller-Dickhut „Kommunale Unternehmen auf der Flucht nach vorn“, 1999, und zusammen mit Wolfgang Schuster „Die regierbare Stadt“, 2. Auflage 2010.
Ein Porträt in der Stuttgarter Zeitung beschrieb Klaus-Peter Murawski als „durch und durch bürgerlichen Grünen“ und als „eine fast barocke Figur, die sich versteht aufs Repräsentieren, aber auch aufs Strippenziehen hinter den Kulissen“.
Aus Gesundheitsgründen legte er sein Amt als Staatsminister und Chef der Staatskanzlei zum 31. August 2018 nieder.
2021 erhielt er den Bayerischen Verdienstorden und im selben Jahr den Verdienstorden des Landes Baden-Württemberg.
Im Oktober 2021 wurde er fast einstimmig zum ehrenamtlichen Ersten Vorsitzenden der Kreisgruppe Nürnberg des BUND Naturschutz Bayern gewählt. 2025 wurde er mit 96 von 100 Stimmen für vier Jahre wiedergewählt.